# 밥 시거

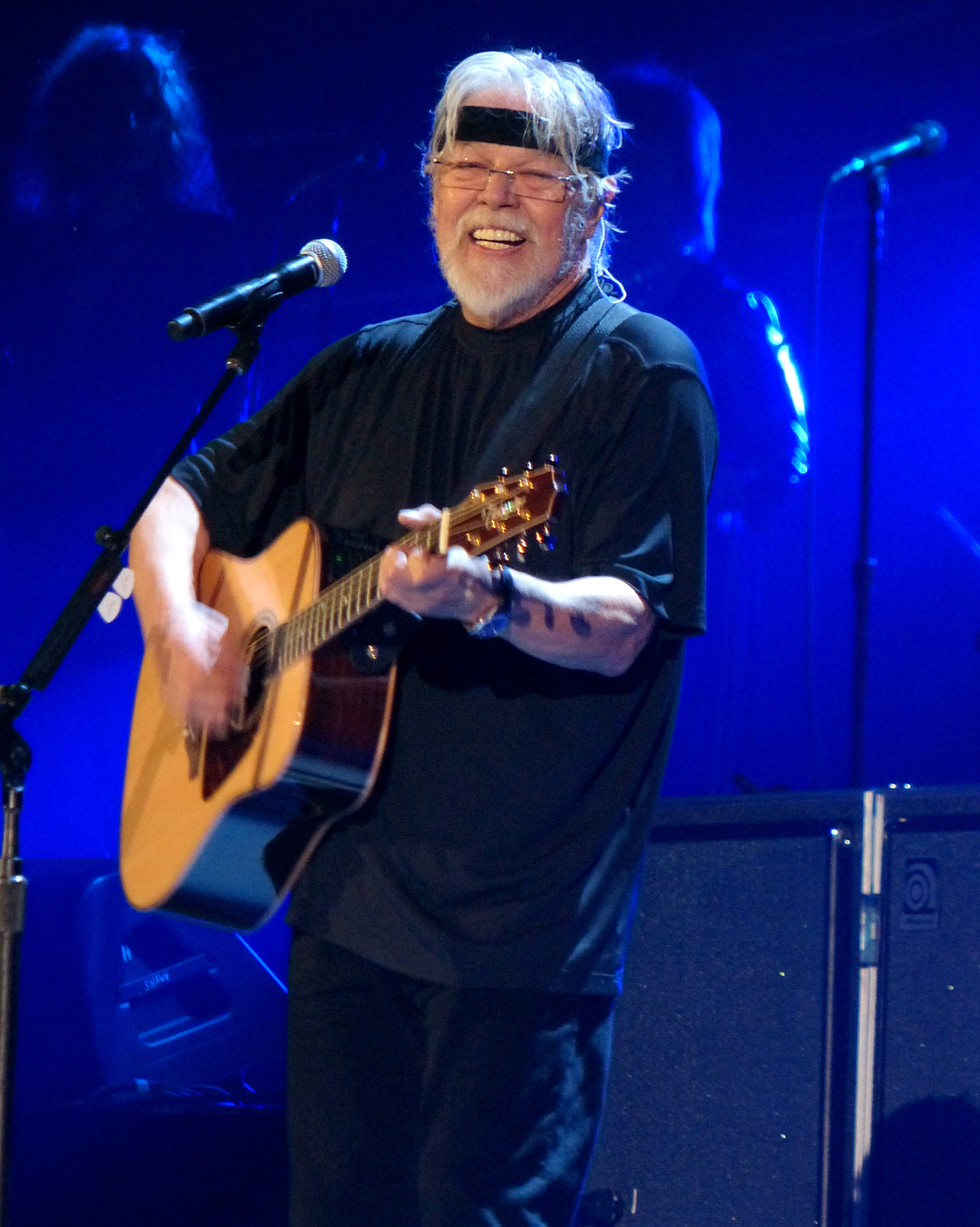

밥 시거(Bob Seger, 1945년 5월 6일~)는 미국의 싱어송라이터이다. 디트로이트에서 태어났다. 1968년에 밥 시거 시스템이라는 그룹을 결성하면서 데뷔앨범을 발표하였다. 그 후 그룹은 해체되었고 그는 솔로로 활동하다가 다시 실버 불릿 밴드를 결성한 뒤 1974년에 앨범 《Seven》을 발매하여 〈Get Out Of Denver〉가 인기를 받았다. 또한, 실버 불릿 밴드는 1974년부터〈Jody Girl〉과 〈Katman〉이 인기를 얻으면서 골드 상을 받았다. 1976년에 발표한 앨범 《Night Moves》는 최고의 명반이라는 격찬을 받았다. 1987년작 영화 《베벌리힐스 캅Ⅱ》의 사운드트랙인 〈Shake You Down〉을 발매하여 빌보드 차트 1위에 올랐다. 또한, 영화 티처스의 주제곡 〈Understanding〉이 인기를 얻기도 하였다.

## 같이 보기
- 스티븐 토마스 얼와인